# ダイメディア
ダイメディアは、日本の映像制作会社。ドキュメンタリーや情報・教養などのテレビ番組を主に制作する。

## 概要
2003年12月大阪で設立。当初は讀賣テレビの夕方情報番組「ニューススクランブル（現：かんさい情報ネットten.）」、毎週土曜日朝8時からの報道番組「ウェークアップ」の特集を主に担当していた。2007年、NHK「わたしが子どもだったころ」の制作で東京進出。NHK「熱中時間～“忙中”趣味あり～」（2008年-2009年）、NHK「新日本風土記」（2010年～）、NHK「アスリートの魂」、毎日放送「情熱大陸」（以上2011年～）など東京発の番組を手がける。2014年、NHK大阪放送局「ルソンの壺」をきっかけに大阪での制作体制を強化した。現在は大阪を本部に東京、松山、和歌山に拠点を置く。テレビ番組のほか、企業や大学のPR映像、CM、さらには小学校、保育園などの発表会、卒園式の撮影・編集も手がける。
みんなの経済新聞ネットワークの参画媒体として地域の情報サイト「京橋経済新聞」（2007年7月創刊）を運営し、地元の情報を発信している。

## 所在地
- 大阪：大阪市城東区新喜多1-1-18 京橋南口辰田ビル4F
- 東京：東京都渋谷区道玄坂2-18-11-406

## 担当する主なテレビ番組

### 讀賣テレビ
- かんさい情報ネットten.
- ウェークアップ
- あさパラS
- 朝生ワイド　す・またん！

### NHK
- 歴史探偵
- えぇトコ
- 新日本風土記
- うまいッ！
- おはよう日本
- あさイチ
- 沼にハマってきいてみた
- 趣味どきっ！
- きょうの料理
- きょうの健康
- テレビシンポジウム
- ギュギュッと和歌山

### テレビ朝日
- グッド！モーニング

### テレビ大阪
- やさしいニュース

### テレビ愛媛
- ふるさと絶賛バラエティいーよ！